# Maria Crocifissa Curcio
Pour les articles homonymes, voir Maria et Curcio.
Maria Crocifissa Curcio (°1877 - †1957), dans le monde Rosa Curcio est une religieuse fondatrice des carmélites missionnaires de Sainte Thérèse de l’Enfant-Jésus. Elle est  béatifiée en 2005 par le Pape Benoît XVI. Sa mémoire est célébrée le 4 juillet.

## Biographie

### Enfance
Maria Crocifissa Curcio est née le 30 janvier 1877 à Ispica (sous le nom de Rosa Curcio), dans le sud-est de la Sicile (diocèse de Noto) dans une famille aisée.
Petite fille joyeuse et vive, elle a une tendance très forte à la piété et à l'amour des plus faibles et des laissés pour compte. 
À l'âge de six ans, bien que douée pour les études, son père la retire de l'école et l'oblige à travailler avec sa mère aux tâches domestiques. La jeune fille, avide de connaissance, se plonge dans la bibliothèque familiale pour poursuivre son instruction. Elle trouve par hasard la vie de sainte Thérèse de Jésus, et découvre ainsi la spiritualité du Carmel.

### Entrée au carmel et fondation
En 1890, à l'âge de 13 ans, elle obtient de son père l'autorisation d'entrer dans le Tiers-Ordre carmélite d'Ispica. En entrant dans ce Tiers-Ordre, elle prend le nom de Sœur Maria Crocifissa. 
Sœur Maria sent alors que Marie l'appelle à relancer le Carmel dans son pays, mais également dans d'autres ; et que pour cela, elle aura besoin de "réunir  d'autres compagnes".
C'est à cette époque qu'elle dit avoir vécu sa première expérience mystique, dans ses mémoires, sœur Maria raconte : « Alors que j'effectuai un travail, j'ai cru voir le Cœur de Jésus, et m'appelant par mon nom "Rose de mon cœur", j'ai découvert, sur son Divin Cœur, cette même expression, écrite en lettres d'or. ».
Grande admiratrice de sainte Thérèse d'Ávila, qui « avait ravi son cœur dès l'enfance », elle souhaite associer la dimension contemplative du Carmel à l'apostolat missionnaire. Après la mort de son père, elle passe une courte période chez les religieuses dominicaines.
Puis elle s'associe avec quelques jeunes filles membres du Tiers-Ordre carmélitain pour vivre ensemble dans sa maison familiale, prier, faire pénitence, et enseigner à des jeunes filles la broderie, ainsi que les fondements de la vie chrétienne. L'évêque de Noto, Mgr Blandini, la soutient dans son projet.
Puis, après bien des péripéties, des obstacles et beaucoup d'incompréhensions, mais avec l'aide de l'Ordre du Carmel, en 1912, elle se rend à Modica, où on lui confie la direction de l'institution "Carmela Polara" qui a pour vocation d'accueillir des jeunes filles abandonnées et pauvres afin de les aider à mener une vie digne.
Mais, à la mort de l'évêque diocésain Mgr Blandini, celui-ci est remplacé par Mgr Joseph Vizzini, qui tente de la convaincre d'entrer dans une congrégation diocésaine de spiritualité dominicaine. 
Le refus de sœur Maria Crocifissa provoque la colère de l'évêque qui bloque la reconnaissance ecclésiastique de sa congrégation. Durant plusieurs années, sœur Maria Crocifissa tente de correspondre avec l'évêque et d'autres carmélites, mais sans succès : la situation semble irrémédiablement bloquée.
En juin 1924 une de ses lettres est transmise au père Lorenzo van den Eerenbeemt, un carme hollandaise présent à Rome. Ce père carme est à la recherche d'une congrégation de carmélites susceptible de l'aider sur l'île indonésienne de Java. Il rentre immédiatement en contact avec la sœur  Maria Crocifissa.
En 1925, une Année sainte est décrétée par le pape Pie XI. Le 17 mai 1925,  Maria Crocifissa vient à Rome pour la première fois, et assiste à la canonisation de sainte Thérèse de l'Enfant Jésus. Le lendemain, accompagnée par le père Lorenzo, elle visite San Marinella, sur la côte nord de la Lazio Rome, et découvre l'endroit où elle pourrait réaliser une nouvelle fondation à Rome,. 
À partir de cette date, tous les blocages rencontrés pour la reconnaissance de sa fondation disparaissent.

### La fondatrice
Le 3 juillet 1925, elle s'établit à Santa Marinella, près de Rome avec quelques religieuses. Quelques jours plus tard (le 16 juillet), elle reçoit le décret d'affiliation de sa communauté à l'Ordre du Carmel.
C'est en 1930 que l'Église reconnait sa fondation, sous le nom de Congrégation des Carmélites missionnaires de Sainte Thérèse de l’Enfant-Jésus : communauté ayant pour objectif de « Conduire des âmes à Dieu » au travers de multiples œuvres éducatives, et d'assistance, qui s'étendent, d'abord dans toute l'Italie, puis à l'étranger,. 
En 1943, les bombardements obligent les sœurs à déménager. 
Et en 1945, Maria Crossifica est élue Supérieure Générale. En décembre 1947, mère Maria envoie des religieuses au Brésil, pour fonder la première mission hors de l'Italie.
Maria Crocifissa a souffert toute sa vie d'une santé précaire, et d'un grave diabète. Elle passe ses dernières années de vie dans la souffrance, tout en continuant à prier et à témoigner de sa foi et de ses vertus auprès de toutes ses sœurs et du monde.
Le 4 juillet 1957, elle meurt à Santa Marinella, considérée comme une sainte par son entourage.
Le 16 juin 1991, son corps est déposé dans une chapelle (qui lui est dédiée), dans la maison mère de la congrégation (à Santa Marinella).

### La congrégation dans le monde
Après la première fondation au Brésil, en 1947, de nouvelles communautés s'installent lentement dans d'autres pays. 
En 1957, c'est dans l'île de Malte que s'installe la seconde communauté. Plus tard, la congrégation continue son extension au Canada, en Tanzanie, aux Philippines et en Roumanie.

### Béatification et fête

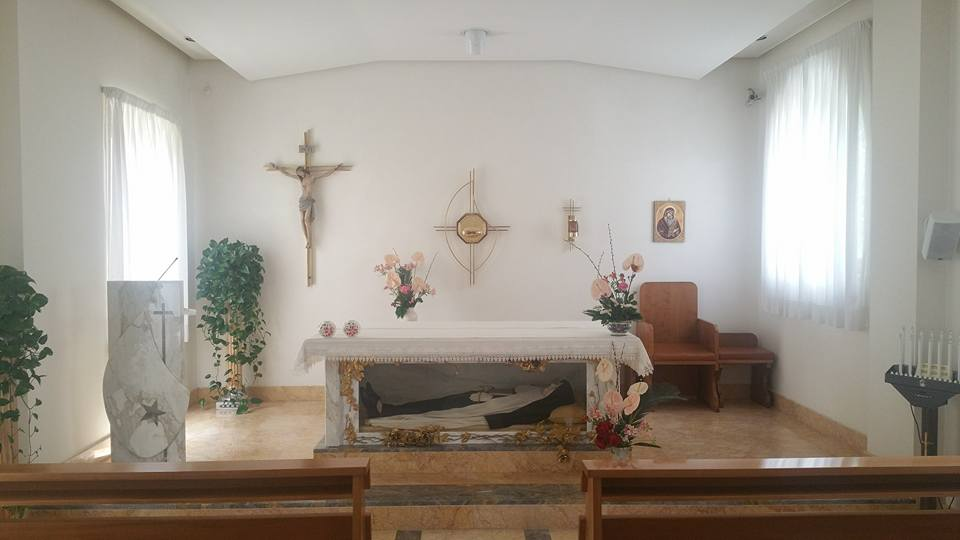
Châsse contenant le corps de Maria Crocifissa Curcio

Le 12 février 1989, l'évêque du diocèse de Porto-Santa, Mgr Diego Bona entame le procès pour sa béatification. Celui-ci se termine le 19 octobre 2004 par la validation de la Congrégation pour les causes des saints.
Un miracle lui est officiellement reconnu le 20 décembre 2004.
Le 13 novembre 2005, le Pape Benoît XVI la proclame Bienheureuse. La cérémonie a été présidée à Rome par le cardinal José Saraiva Martins, préfet de la Congrégation pour les causes des saints.
Durant la messe de sa béatification, le pape Benoît XVI déclare « (Maria Crocifissa) a placé au centre de sa vie la présence de Jésus miséricordieux, rencontré et adoré dans le Sacrement de l'Eucharistie. Une passion authentique pour les âmes a caractérisé l'existence de Mère Maria Crocifissa qui cultivait avec élan la "réparation spirituelle" afin de répondre à l'amour de Jésus pour nous. Son existence fut une prière perpétuelle même lorsqu'elle se rendait au service des personnes, en particulier des jeunes filles pauvres et indigentes. ».
Elle a été béatifiée en même temps que :
- Charles de Foucauld, prêtre (1858-1916)
- Maria Pia Mastena, fondatrice des Sœurs de la Sainte-Face (1881-1951)

Sa mémoire est célébrée le 4 juillet.

## Citations
- « La seule pensée de pâtir pour mes frères me remplissait l'âme de joie... Ma tendresse croît toujours... et c'est avec cette tendresse que j'aime les petites filles que la Providence m'a confiées, j'aime le monde entier aime la nature avec toutes ses beautés" »[7]  (journal spirituel, le 4 avril 1928).

- « Dans le Sacré-Cœur de Jésus abandonnons-nous, et vivons dans cet océan de feu d'amour, pour avoir la lumière, la force de nos actions, pour communiquer la lumière de l'amour aux âmes qui nous sont confiés, avec l'amour, avec la douceur et l'humilité de la source Eucharistique . Bénie soit l'âme qui vit avec ce secret intime des Saints, efforçons-nous d'atteindre ce degré de l'Amour qui est le secret de la perfection religieuse que nous avons juré de réaliser : devenir des saints ! Dans la vie active, conservons l'intimité avec Dieu et ne refuser aucun effort parce qu'il est essentiel au plan divin de chacun de nous, faire du bien aux âmes telle est notre mission. Cette activité devra achever en nous la perfection, l'amour envers Celui qui nous aime infiniment. » [3](journal spirituel, le 14 juin 1939).

### Articles liés
- Carmélites missionnaires de Sainte Thérèse de l’Enfant-Jésus
- Thérèse de Lisieux
- Ordre du Carmel